# Chederick van Wyk
Chederick van Wyk (né le 8 février 1995) est un athlète sud-africain, spécialiste du sprint.

## Carrière
Coloured, il remporte la médaille d’argent des Relais mondiaux 2019 à Yokohama en battant le record d'Afrique du relais 4 x 200 m.
Lors de l'Universiade d'été de 2019 à Naples, il remporte deux médailles d'argent, sur 100 m et sur 200 m, et signe son record personnel en 20 s 44 sur la plus longue distance. Il est devancé par le Brésilien Paulo André Camilo de Oliveira à chaque fois,.

## Palmarès
| Date | Compétition               | Lieu   | Résultat | Epreuve  | Temps         |
| ---- | ------------------------- | ------ | -------- | -------- | ------------- |
| 2019 | Relais mondiaux de l'IAAF | Nassau | 2e       | 4 × 00 m | 1 min 20 s 42 |
| 2019 | Universiade               | Naples | 2e       | 100 m    | 10 s 23       |
| 2019 | Universiade               | Naples | 2e       | 200 m    | 20 s 44       |

## Records
| Épreuve   | Épreuve   | Temps              | Lieu      | Date            |
| --------- | --------- | ------------------ | --------- | --------------- |
| 100 m     | Plein air | 10 s 18            | Sasolburg | 28 avril 2018   |
| 200 m     | Plein air | 20 s 44            | Naples    | 11 juillet 2019 |
| 4 x 200 m | Plein air | 1 min 20 s 42 (AR) | Yokohama  | 12 mai 2019     |